# 北諾福克 (英國國會選區)
北諾福克（英語：North Norfolk），英國國會一郡選區，包括英格蘭東部諾福克郡北諾福克區大部。始設於1868年。至1885年應選兩席，此後應選一席。
本區自1885至1918年止支持自由黨，此後為保守黨和工黨爭持。自1997年起任議員的、自民黨的諾曼·蘭博在2010年大選中以55.5%選票勝出該區第三次當選。是當年英格蘭東四個自民黨選區之一，但於2019年由保守黨奪去。